# Roland Bru
Pour les articles homonymes, voir Bru.
Roland Bru (2 avril 1916 - 6 octobre 1997) est un homme d’affaires et politicien français qui joue un rôle important, durant les premiers temps de l’indépendance, dans les affaires internes du Gabon.

## Biographie
Roland Bru naît le 2 avril 1916 à Périgueux. Après avoir été résistant et préfet des Basses-Pyrénées, il part faire fortune au Gabon où, dès 1950, il dirige la Société de sciage et grumes du Gabon. Il possède sa propre compagnie forestière dans l’Indiéné et gagne la réputation d’être le forestier le plus important de la colonie.
À cette époque, le destin du Gabon se joue entre le député Jean-Hilaire Aubame et Léon Mba qui, faute d’être soutenu par les missionnaires et l’administration, cherche à s’allier les colons privés. Fin 1956, Mba rallie Bru contre l’assurance de le faire élire sénateur du Gabon grâce au soutien de son parti, le Bloc démocratique gabonais (BDG). Bru s’implique sans réserve auprès de Mba, fondant début 1957 une section UDSR à Libreville composée de quelques forestiers européens, dont le véritable but est d’établir un lien direct entre le BDG et Paris. Par ailleurs avec ses amis, notamment l’aviateur et honorable correspondant du SDECE Jean-Claude Brouillet, il fournit au BDG d’importants moyens matériels qui permettent à Mba de remporter les élections territoriales de 1957. Lui-même élu conseiller territorial BDG de l'Estuaire, il devient le vice-président de l'Assemblée territoriale. Le 8 juin 1958, Roland Bru est élu sénateur du Gabon sous l’étiquette du Rassemblement démocratique africain affilié à l'UDSR.
Ces événements marquent, pour le Gabon, le début d’un système de corruption généralisée ; Bru paie chaque mois à Mba un million de francs CFA, soit près de 4 000 dollars. L’administration coloniale en place s'en inquiète, comme en témoigne la lettre écrite par une conseillère municipale de Libreville, le 19 septembre 1959, au général de Gaulle :
« Bru ici, Bru là et Bru partout, il ne faudrait pas se réveiller un matin et voir le Gabon sous la coupe de M. Bru. Je pense qu’il faudrait aider Léon Mba à se dégager de Bru. Ceci sera difficile mais pas impossible. Il faudra avoir de l’adresse. »
En fait, Roland Bru fait partie du dispositif Foccart. Il est l'un des principaux entremetteurs de Paris avec Libreville. Il reçoit d'ailleurs à cette époque la Légion d’honneur. Cela ne l’empêche pas d’agir pour ses propres intérêts dans les affaires internes du nouvel État. Ainsi, lorsque la première zone forestière touche à sa fin[C'est-à-dire ?], Bru se voit attribuer très avantageusement des concessions dans la seconde zone. Mais le coup d’État du 18 février 1964 au cours duquel l’armée française est intervenue, marque un coup d'arrêt pour Roland Bru et ses amis. Désormais, les intérêts à long terme de la France priment sur les intérêts particuliers. En somme, de pays des forestiers, le Gabon devient le pays d’Elf.
Parti en France après le putsch manqué, il n’est pas autorisé à retourner au Gabon par Paris. Il se consacre alors à la production de cognac. Il meurt le 6 octobre 1997.

## Distinctions
- Chevalier de la Légion d'honneur